# Xaver und sein außerirdischer Freund
Xaver und sein außerirdischer Freund (auch Mein außerirdischer Freund) ist eine Filmkomödie in mittelbairischem Dialekt von Regisseur Werner Possardt aus dem Jahr 1985. Der Film wurde in den Stauden, einer Gegend in der Nähe von Schwabmünchen, gedreht. Er verbindet Elemente des Heimatfilms und der Science-Fiction miteinander. 2004 wurde der Film auf DVD veröffentlicht. Zusätzliches Bonusmaterial erschien zu Weihnachten 2005 mit einer Special Edition.

## Handlung
Der Film beginnt in einem bayerischen Dorf, wo es in einer Diskothek zu einer Brandstiftung kommt. Der örtliche „Dorfdepp“ Xaver, der sich unter den Diskobesuchern befindet, erkennt Eberhard als einen der Brandstifter. Auf der Flucht begegnet er in einem Wald einem kleinen Außerirdischen, den er „Loisl“ (Alois) nennt. Der hat eine Panne mit seinem Isetta-ähnlichen Raumschiff erlitten. Xaver möchte Alois zwar seine Hilfe anbieten, sieht sich dabei aber mit Schwierigkeiten konfrontiert, da ihm immer noch Eberhard und dessen Bande auf den Fersen sind.
Alois lernt derweil das Leben auf der Erde kennen und findet z. B. großen Gefallen an bayerischen Riten und am Biertrinken. Daraus ergeben sich jedoch weitere Schwierigkeiten und Verwicklungen. Unterstützung erfährt Xaver schließlich durch Anni und Hubert, sodass Alois mit Xaver und seiner Freundin Anni auf der Flucht vor Eberhard mit dem reparierten Raumschiff zu seinem Heimatplaneten zurückfliegen kann.

## Hintergrund
- Alternativ lief der Film auch unter den Titeln Mein außerirdischer Freund (VHS) und Xaver (TV).

- Aufgrund des Filmerfolgs wurden 2001 in Gessertshausen und 2005 in Mittelneufnach die sogenannten „Xaver-Feste“ durchgeführt.[2]

- Das Raumschiff wurde aus einer BMW Isetta gebaut. Seit Ende der 1980er Jahre stand es auf dem Dach des Gasthofs Kreuz in Pfaffenhausen.[3] Mittlerweile wurde es für eine Restaurierung abgebaut.

## Kritiken
„‚Die erste deutsche Science Fiction-Fantasy-Heimatfilm-Komödie‘, wie das Filmplakat verrät, fällt dürftig aus. Alles in allem: So lustig wie ein Kropf.“

„Eine wunderbare Begegnung der hinterfotzigen Art […].“

„Spielbergs E.T. genau studiert, nur Xaver ist billiger, bayrischer und besser […].“

„[…] schnörkellos inszeniert, mit sicherem Blick für einfache, aber wirkungsvolle Effekte. Das Allgäu ist Bayerns Wilder Westen […].“

„Sci-Fi-Heimatfilmkomödie … Dilettantischer Genre-Mischmasch-Schmarrn.“

„Witzig gemachte Low-Budget-Produktion […].“